# Park Miejski „Rusinowa” w Wałbrzychu
Park Miejski „Rusinowa” (dawniej Wojewódzki Park Wypoczynku) – park znajdujący się w Wałbrzychu przy ulicy Bystrzyckiej, rozciągający się od ulicy Strzegomskiej do skrzyżowania ulicy Noworudzkiej i 11 Listopada oraz Strzegomskiej, przebiegający do ulicy Bystrzyckiej i Osiedla Górniczego w dzielnicy Rusinowa.
Park powstał około 1930 roku zajmując około 27 hektarów powierzchni. Park powstał na terenie dawnego lasu grądowego, las miał charakter spacerowy, główne wejście do lasu było od skrzyżowania ulic Noworudzkiej, 11 Listopada, Strzegomskiej i Świdnickiej, przypomina o tym główna okazała brama z XIX wieku. Część parku od ulicy Bystrzyckiej, datowana jest na około XVI wiek mający związek z reprezentacyjnym kompleksem pałacowo - parkowym rodu Czettritzów z około XVI wieku.
W parku występuje około 55 gatunków drzew liściastych oraz około 10 gatunków drzew iglastych. W parku można również napotkać kilka drzew egzotycznych. 
Na terenie parku zlokalizowanych jest kilkanaście rzeźb plenerowych oraz dwa niewielkie stawy, park jest położony na niewielkich wzniesieniach, dawniej w latach 80 XX wieku odbywały się tutaj coroczne wystawy kwiatów.
W sierpniu 2018 roku rozpoczęła się rewitalizacja parku, pojawią się łąki kwietne, nasadzenia bylin ozdobnych i róż. W parku ma powstać też punkt widokowy, na cztery strony Wałbrzycha. Rewitalizacja obejmie też infrastrukturę, nowe ławki, oświetlenie. 